# 개성고등학교
개성고등학교(開成高等學校‘표준말’)\개성고다아꾜(開成高等學校‘부산말’)는 대한민국 부산광역시 부산진구 당감동에 위치한 공립 고등학교이다.

## 학교 연혁
- 1895년 5월 22일 : 부산개성학교 창립(박기종 외 4명)
- 1896년 3월 1일 : 부산개성학교로 개교
- 1898년 3월 20일 : 제1회 졸업 (졸업생 7명)
- 1909년 4월 9일 : 공립부산실업학교로 개칭 (공립학교 효시)
- 1909년 4월 27일 : 동래부윤 김창한 초대 교장 겸임
- 1909년 6월 4일 : 공립학교로 정식 개교 (개교기념일)
- 1911년 11월 1일 : 부산공립상업학교로 개칭
- 1922년 4월 1일 : 부산진공립상업학교로 개칭
- 1923년 4월 1일 : 부산제2공립상업학교로 개칭
- 1946년 9월 1일 : 부산공립상업중학교로 개칭
- 1950년 5월 17일 : 부산상업고등학교로 개칭
- 1989년 5월 25일 : 신축교사 이전(당감동 642번지)
- 1995년 6월 4일 : 100주년 기념탑 건립, 부상100년사 발간
- 2004년 6월 17일 : 일반계 고교로 체제 전환 승인
- 2004년 11월 1일 : 개성고등학교로 교명 확정
- 2012년 3월 1일 : 자율형 공립고등학교 운영(~2022.02.28)
- 2013년 3월 1일 : 선진형 교과교실제 운영
- 2016년 2월 12일 : 개성고등학교 역사관 증축 재개관(300여평)
- 2023년 3월 1일 : 부산형 자율교육과정 모델학교(자율학교) 운영
- 2024년 3월 1일 : 제36대 김금진 교장 취임
- 2025년 2월 7일 : 제112회 졸업식(191명, 총 34,382명)
- 2025년 3월 4일 : 제115회 입학식(217명)

## 참고 자료
- 개성고등학교 - 한국교육학술정보원 학교알리미

## 출신인물
- 강경식: 제12대 국회의원
- 고복수: 타향살이, 짝사랑을 부른 가수
- 고성민: 前 전북 다이노스 소속 축구선수
- 공한수: 제41·42대 부산광역시 서구청장
- 구용현: 제11대 국회의원
- 권태망: 제16대 국회의원
- 권혁규: 축구선수
- 금수현: 지휘자 금난새의 아버지
- 김기용: 前 국회의원
- 김범준: 금정초등학교(부산) 축구감독
- 김상영(1914)
- 김승목: 3선 국회의원
- 김신석:일제강점기의 기업인, 정치 과거 조선총독부 중추원 참의
- 김우룡
- 김지완: 현대증권 사장, 하나증권 사장, BNK금융지주 회장
- 김지태: 前 기업인, 언론인, 정치인, 부산MBC 사장, 한국문화방송(MBC) 설립, 삼화그룹 회장
- 김찬두: 前 기업인, 두원그룹 회장
- 김채겸: 제14대 국회의원 前 쌍용그룹 부회장
- 김학렬: 前 경제부총리 겸 경제기획원 장관
- 노무현: 제16대 대한민국 대통령, 제6대 해양수산부 장관, 제13대 국회의원(부산/동구), 제15대 국회의원(서울/종로구)
- 류두형: 한화 모멘텀·정밀기계 대표이사
- 박대해: 제18대 국회의원
- 박삼득: 예비역 중장, 前 제2작전사령부 부사령관, 前 보훈처장
- 박은태: 제14대 국회의원
- 박재혁: 의열단소속의 독립운동가[19] 최근에 흉상을 세움.
- 박지일: 영화배우
- 백동규: 상주 상무 소속 축구선수
- 백두산(야구선수)
- 성윤갑: 前 관세청장
- 손대호: 前 축구선수
- 손현준: 前 축구선수
- 신상우: 제8~11, 13~15대 국회의원(7선), 국회부의장, 제15~16대 KBO 총재
- 신영복: 前 성공회대 대학원장, 작가, 서예가 <감옥으로부터의 사색> 저자
- 신헌철: 前 SK주식회사 대표이사 부회장
- 안수태 前 제21보병 사단장
- 윤광웅: 前 대한민국 국방부장관
- 윤종근: 전 한국남부발전 사장
- 은진수: 공인회계사, 행정고시, 사법시험 합격. 현 변호사
- 이강환: 폭력조직 칠성파 두목
- 이기택: 제7~10, 12~14대 국회의원(7선)
- 이동준(1997)
- 이상준(축구선수): U20 월드컵 출전선수 및 부산아이파크 축구선수
- 이성태: 前 한국은행 총재
- 이수만(1942)
- 이영언: 제3대 국회의원
- 이예란: 여성 디자이너 겸 인플루언서.
- 이장호: 前 부산은행장
- 이장희: 한국외국어대 법학과 교수
- 이종순(1906)
- 이학수: 前 삼성그룹 부회장
- 이효균: 인천 유나이티드 소속 축구선수
- 정경진(1959) 前 부산광역시 행정부시장
- 정성우(축구선수)
- 정우: 배우
- 정재권: 1997년 K리그 베스트 일레븐에 뽑힌 축구선수
- 정해영: 제3, 5~9대 국회의원 국회의원 정재문의 부친
- 조시형: 제6대 국회의원
- 조영동: 前 국정홍보처장
- 조위제: 부산 아이파크 소속 축구선수
- 차의환: 前 청와대 혁신관리수석
- 천지현: 부산 아이파크 소속 축구선수
- 최기윤: 김천 상무 소속 축구선수
- 허만기: 제13대 국회의원
- 홍정운: 대구 FC소속 축구선수
- 황도연(법조인)

## 학교 이야기
현 위치는 1980년대 말 신축공사 후 옮긴 것으로 당감동 화장장 부지를 구입하여 세웠다. 그래서 그런지 면적이 진짜로 넓고, 화장터를 갈아 엎고 만든 곳이라 그런지 학생들 사이에선 귀신을 보았다는 괴담 이야기가 간간히 들려오곤 한다.
그래서 학교 건물 지붕이 귀신들이 물러가라는 의미의 붉은색이다.

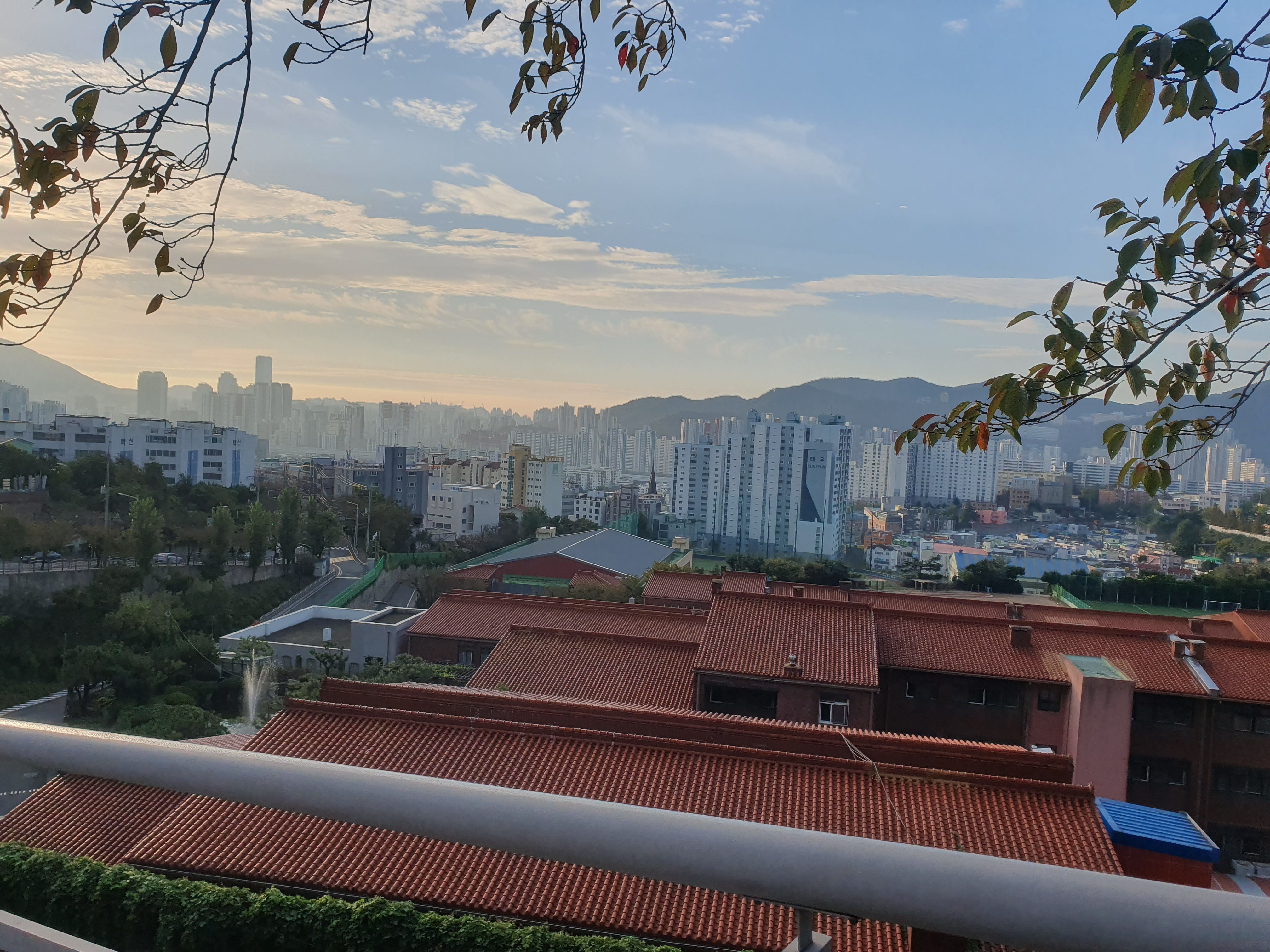
개성고등학교

학기 초반에 새로 오신 선생님들이 하나같이 교실에 오자마자 하는 소리가 "핵꾜가 억수로 넓아서 힘들고 길을 잃을뻔 했다."이다. 뭐 이건 적응하면 된다.
그런데 학교가 넓어서 처음 1학년 새학기에 학교 밖으로 각 반마다 나오게 해서 학생부들이 학교 시설을 설명한다.(그냥 이동수업때 길 못찾을 수도 있으니깐 그렇다...)
학교에 외부인들도 자유롭게 이용할 수 있는 공중화장실이 따로 있다(학교 학생들이 쓰는 화장실보다 더 시설이 좋은건 사실이다.). 정문에서 들어오면 화장실 안내 표지판이 따로 있을 정도이다. 실제로 학교 면적이 매우 넓어서 운동장에 걷기운동하러 오는 사람들이 많이 있기에 편의상 화장실을 따로 만들어준 것이다.
또한 학교가 넓어서 명절에는 학교 내의 주차장을 개방하기도 한다.
2019년 체육관 앞에 동문 고 노무현 전 대통령의 동상을 세웠다.(학생들이 사진이나 인스타와 같은 누리소통망에서 올리기도 하니 찾아볼수도 있다.)

개성고등학교 의 노무현 동상이다.

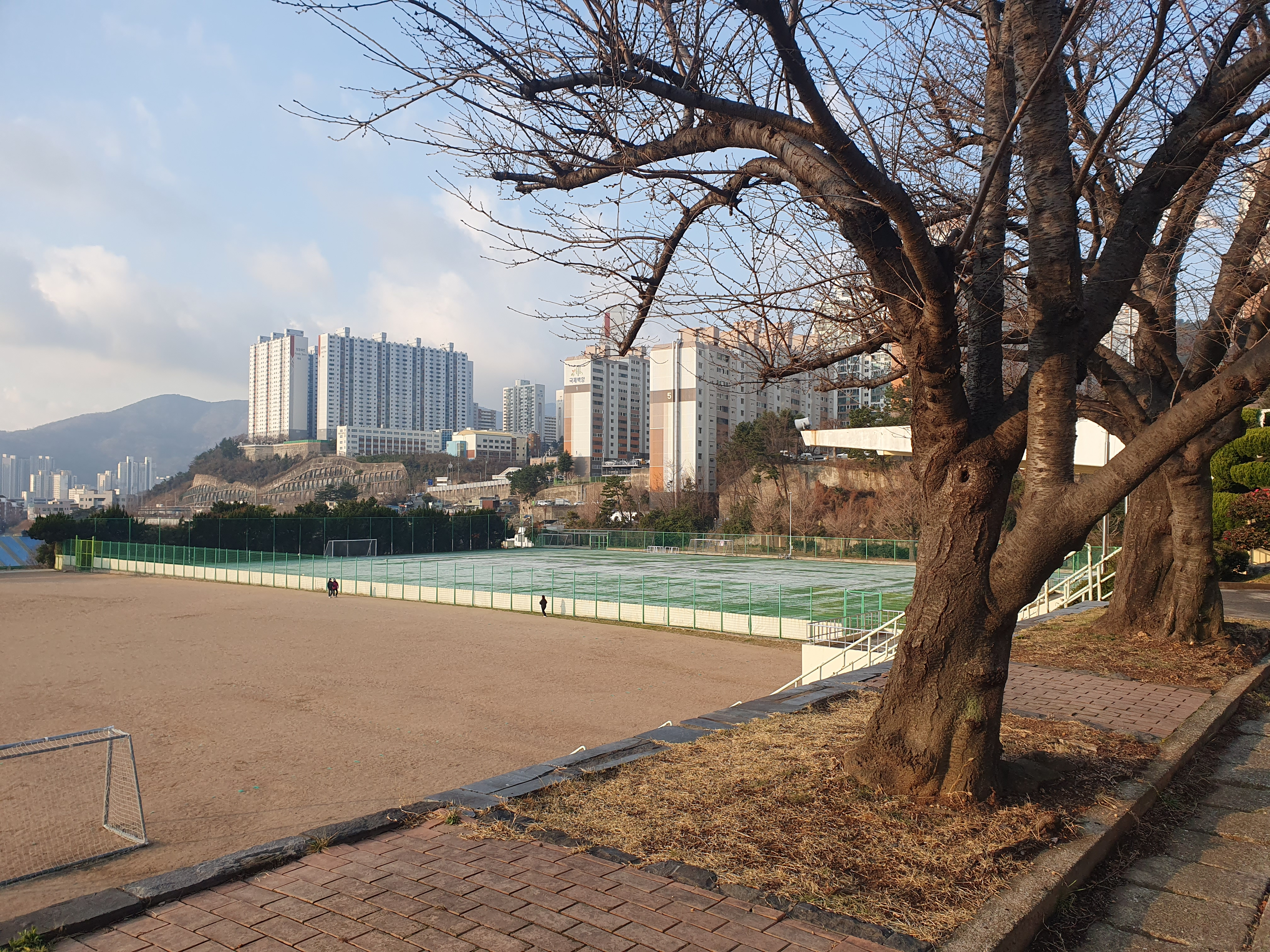
개성고 운동장

개성고 운동장은 모래 운동장과 축구부가 쓰는 인조잔디로 나뉜다. 모래 운동장은 보통 일반 시민들이 자주 이용하고 학생들은 주로 강당을 이용한다. 인조잔디는 축구부가 주요 이용자이며 가끔 축구부의 일정이 비면 학생들이 체육시간이나 점심시간에 체육선생님의 동의 하에 이용이 가능하다.

## 교가
보통 1절만 부른다.
1절 (표준어 버전)
- 부산의 항구는 대한의 문호
- 절영도 현해탄 앞에다 두고
- 해륙의 물산이 모여들으며
- 각국의 상선이 나고 드노니
- 지식과 기술을 배우고 익혀
- 크거라 크거라 개성고교

1절(부산말 버전)
- 붓싼의 항구는 대한의 문호
- 절옝도 헨해탄 앞에다 두고
- 해륙의 물산이 모이들으며
- 각국의 상선이 나고 드노니
- 지식캉 기술을 배우고 익히
- 크거라 크거라 개성고교

(1학년때 음학 첫 시간에 배우는데 대체로 학생들이 관심이 없기에 강당에서 가사를 몰라서 걍 안부르는 경우가 많다.2024년 기준)

## 개성고등학교에 서식하는 생물들
- 후투티

학교 건물 빈 공간에 들어가서 새끼들을 키우는 것을 여름에 쉽게 볼수 있다.
가끔 후투티가 창문에 부딪혀서 죽는 경우도 있다.
- 족제비

학교의 배수구를 넘나들며 다니는데 사람을 경계해서 평상시엔 보지 못하고 가끔 멀리서 활동하는 모습을 볼수 있다.
- 멧비둘기

주로 학교 뒷편과 운동장,마당에서 쉽개 볼수 있다.
- 도룡뇽

주로 학교 내의 연못에서 볼수 있고 학교 연못 배수구에 수백마리가 고립되는 경우도 있다.
- 제비

봄이 되면 등하교 길에 쉽게 볼수 있다.